# Саймон Еміль Аммітзболл
Саймон Еміль Аммітзболл (дан. Simon Emil Ammitzbøll) — данський політик, член Фолькетингу від партії Ліберальний альянс, міністр економіки та внутрішніх справ з 2016 року.

## Політична діяльність
10 жовтня 2008 року він та ряд послідовників створили партію Borgerligt Centrum (Громадський центр).
13 жовтня 2008 року він покинув Соціал-ліберальну партію, яку він представляв у парламенті після виборів 2005 року.
6 січня 2009 року було оголошено про включення Саймона Аммітзболла до партії Borgerligt Centrum.
16 червня 2009 року він оголосив, що вступив до Ліберального союзу та розпустив Borgerligt Centrum. Рішення було рішуче заперечено тими членами партії, які не згодилися її покинути.
Він відомий тим, що він був єдиним членом парламенту Данії, який був менш ніж за рік членом трьох різних партій.
28 листопада 2016 року призначений міністром економіки та внутрішніх справ.

## Судове провадження
Решта членів ради Громадський центру порушили судове провадження проти Саймона Еміля Аммітцбола. Вони стверджували, що він порушив низку підзаконних актів. Його спроба розпустити партію здійснювалася через примус і не дотримуючись статуту. Партія все ще активна з новим керівництвом.

## Особисте життя
Саймон Еміль Аммітцболл — відкритий бісексуал, і був одружений з іншим чоловіком Хеннінгом Олсеном, поки він не помер у серпні 2016 року, після тривалої боротьби з раком. З червня 2017 року він перебуває у відносинах з Крістін Білл. У жовтні 2017 року вони заявили, що сподіваються на свою першу дитину навесні 2018 року.